# Tsariovo-Zàimisxe
Tsariovo-Zàimisxe - Царёво-Займище (rus) - és un poble de l'óblast de Smolensk, a Rússia. Es troba a la via històrica entre Smolensk i Moscou, a l'oest de Viazma.
Al segle xvii el poble fou un lloc on els viatgers de Moscou eren examinats pels oficials duaners i la policia moscovita. Una fortalesa feta de fusta que hi havia al poble fou ocupada per les tropes poloneses durant el Període Tumultuós. El 1812 fou el lloc on el comandant en cap Mikhaïl Kutúzov s'uní a l'exèrcit rus que lluitava contra Napoleó Bonaparte.